# Данцшер, Джейми
Джэйми Аннет Данцшер (родилась 2 мая 1982 года в Канога-Парк, Калифорния, США) — американская гимнастка. Была членом сборной команды США по гимнастике, завоевавшей бронзовую медаль на Олимпийских играх в 2000 году в Сиднее. Её родной город — Сан Димас, Калифорния. Дантшер окончила школу в Сан-Димасе.

## Дебют
Джэйми Аннет Дантшер тренировалась в клубе Charter Oak Gliders в Южной Калифорнии и восемь лет, начиная с 1994 года, была членом сборной США по спортивной гимнастике. Дебютировав в 1996 году во Франции, она выиграла многоборье в вольных упражнениях.
В 1997 году в США она заняла шестое место в многоборье. В 1997 году её собрались принять в сборную команду США на Чемпионат мира 1997 года по спортивной гимнастике, однако Международная федерации гимнастики подняла минимальный возраст участников и в 15 лет в сборную команду Джейми на прошла. Но в 1999 году она представляла США на чемпионате мира по спортивной гимнастике, где заняла шестое место в командном первенстве.

## Олимпиада
В 2000 году она завоевала в многоборье бронзовую медаль. Заняла пятое место на Олимпиаде, обеспечив себе место в американской олимпийской сборной.
28 апреля 2010 года ей и другим женщинам олимпийской команды были вручены бронзовые медали в командных соревнованиях, когда было обнаружено, что предыдущий призёр, китайская команда, подделала возраст члена команды Дун Фансяо. Результаты Донг были аннулированы и Международный олимпийский комитет лишил сборную Китая медали.

## После Олимпиады
В 2008—2009 годах Джейми работала помощником главного тренера в университете штата Аризона по упражнениям на бревне и в вольных упражнениях. До этого она тренировала спортсменов в трех спортзалах в Калифорнии: Diamond Elite Gymnastics в Chino, Club Champion в Pasadena и East Bay Sports Academy в Concord.

## Личная жизнь
Джейми родом из семьи, имеющей семь детей, многие из которых принимали участие в соревнованиях по спортивной гимнастике.